# Giro de Sicília
El Giro de Sicília (en italià Giro di Sicilia) és una competició ciclista per etapes que es disputà a l'illa de Sicília entre 1907 i 1977, tot i que amb molta irregularitat. El 1958, 1973 i 1974 la cursa es disputà en un sol dia. El 2019, més de 40 anys després, la cursa tornà a ser disputada, formant part del calendari de l'UCI Europa Tour.

## Palmarès
| Any                   | Vencedor              | Segon                       | Tercer               |         |
| --------------------- | --------------------- | --------------------------- | -------------------- | ------- |
| 1907                  | Carlo Galetti         | Luigi Ganna                 | Umberto Zoffoli      |         |
| 1908                  | Carlo Galetti         | Pierino Albini              | Ernesto Azzini       |         |
| 1909-1925 No disputat |                       |                             |                      |         |
| 1926                  | Domenico Caratozzolo  | Francisco Gambino           | Gianbattista Gilli   |         |
| 1927-1928 No disputat |                       |                             |                      |         |
| 1929                  | Nicola Mammina        | Leonida Frascarelli         | Albino Binda         |         |
| 1930-1931 No disputat |                       |                             |                      |         |
| 1932                  | Nicola Mammina        | Attilio Pavesi              | Antonio Nicolosi     |         |
| 1933-1935 No disputat |                       |                             |                      |         |
| 1936                  | Francesco Patti       | Ernesto Zuppa               | Alfredo Mazzocchetti |         |
| 1937-1938 No disputat |                       |                             |                      |         |
| 1939                  | Remo Cerasa           | Francesco Patti             | Giovanni Corrieri    |         |
| 1940-1947 No disputat |                       |                             |                      |         |
| 1948                  | Francesco Patti       | Marcello Spadolini          | Vitaliano Lazzerini  |         |
| 1949                  | Dino Rossi            | Sergio Pagliazzi            | Angelo Fumagalli     |         |
| 1950                  | Donato Zampini        | Giacomo Zampieri            | Arrigo Padovan       |         |
| 1951                  | Primo Volpi           | Francesco Patti             | Ugo Fondelli         |         |
| 1952 No disputat      |                       |                             |                      |         |
| 1953                  | Elio Brasola          | Pietro Giudici              | Luigi Mastroianni    |         |
| 1954                  | Ugo Massocco          | Livio Isotti                | Giovanni Roma        |         |
| 1955                  | Gilberto Dall'Agata   | Franco Franchi              | Renzo Accordi        |         |
| 1956                  | Pietro Polo Perucchin | Luciano Ciancola            | Walter Serena        |         |
| 1957                  | Alberto Emiliozzi     | Alfredo Sabbadin            | Giuseppe Cainero     |         |
| 1958                  | Carlo Azzini          | Gianbattista Milesi         | Antonino Catalano    |         |
| 1958 (2)              | Diego Ronchini        | Noè Conti                   | Mario Mori           |         |
| 1959                  | Loris Guernieri       | Federico Galeaz             | Noè Conti            |         |
| 1960                  | Giorgio Tinazzi       | Aurelio Cestari             | Idrio Bui            |         |
| 1961-1972 No disputat |                       |                             |                      |         |
| 1973                  | Enrico Maggioni       | Michele Dancelli            | Enrico Paolini       |         |
| 1974                  | Roger De Vlaeminck    | Patrick Sercu               | Marino Basso         |         |
| 1975-1976 No disputat |                       |                             |                      |         |
| 1977                  | Giuseppe Saronni      | Pierino Gavazzi             | Carmelo Barone       |         |
| 1978-2018 No disputat |                       |                             |                      |         |
| 2019                  | Brandon McNulty       | Guillaume Martin            | Fausto Masnada       |         |
| 2020                  | suspesa               | suspesa                     | suspesa              | suspesa |
| 2021                  | Vincenzo Nibali       | Alejandro Valverde Belmonte | Alessandro Covi      |         |
| 2022                  | Damiano Caruso        | Alexander Cepeda            | Louis Meintjes       |         |
| 2023                  | Aleksei Lutsenko      | Louis Meintjes              | Vincenzo Albanese    |         |
| 2024                  | suspesa               | suspesa                     | suspesa              | suspesa |